# 장소법

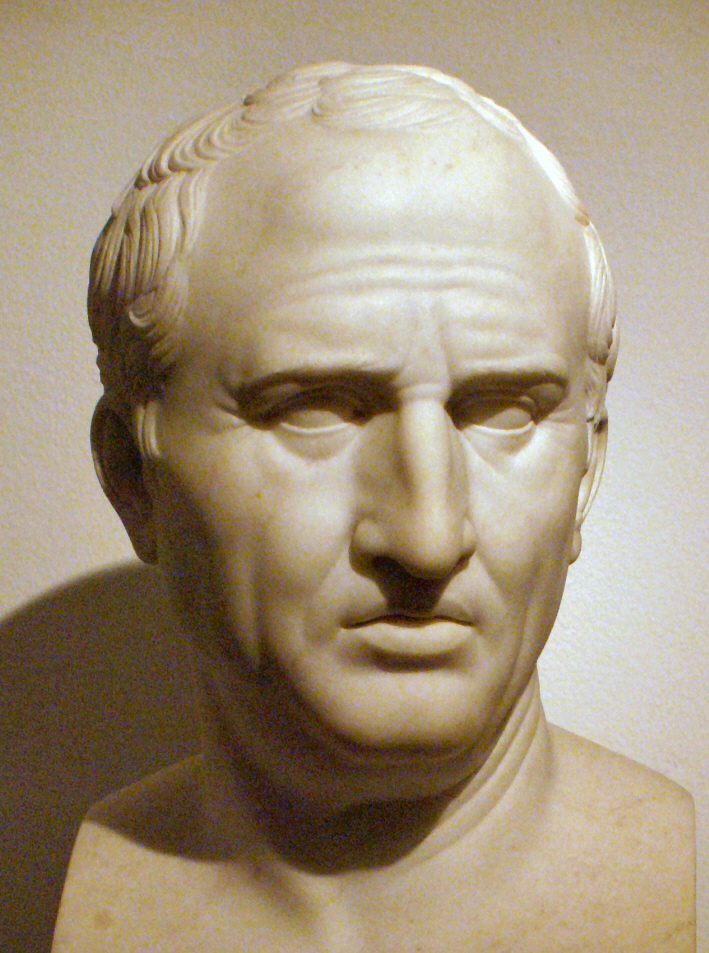
De Oratore에서 장소법을 논한 키케로

장소법(場所法, method of loci)은 정보를 기억하기 위해 익숙한 공간 환경의 시각화를 사용하는 기억 강화 전략이다. 인지심리학, 심리학 저서에서도 다뤄지며 본 분과의 전문어로 시각적 심상 부호화(visual umagery encoding - 『심리학 개론』 , Daniel L. Schacter 외 5인 )에 해당된다.
이 방법은 고대 로마와 그리스 수사 논문들(익명의 Rhetorica ad Herennium, 키케로의 De Oratore, 퀸틸리아누스의 Institutio Oratoria)에 채택된 기억술이다. 수많은 기억력 대회(Memory Championship) 챔피언들은 이 기법을 사용하여 플레잉 카드(트럼프 카드), 이미지, 얼굴, 숫자, 단어 목록을 기억한다.
이 용어는 심리학, 신경과학, 기억에 관해 전문으로 다루는 작품들에서 자주 볼 수 있으나 적어도 수사학, 논리학, 철학의 19세기 초 작품들에서도 같은 방식이 사용되었다.

장소법에서 쓰이는 장소를 '기억의 궁전(Mind Palace)', 그 장소를 사용한 장소법 또한 같은 기표인 '기억의 궁전'이라고도 부른다. 셜록 홈즈가 장소법을 추리 기술로 쓰는 것으로 설정된 BBC 드라마 셜록에서, 이 장소법의 장소를 Mind Palace라 이름하고 한국에서 '기억의 궁전'으로 번역되며 이 표현이 장소법을 가리키는 용어로 보편화되었다.
한국에서의 '기억의 궁전'이란 표현의 보편화와는 별론으로, BBC 셜록에 앞서 마테오 리치가 "The memory palace"라는 표현을 사용했다. BBC 셜록에서 언급되는 /Mind/는 이 /Memory/의 변형으로 보인다.